# Pleochroïsme
Pleochroïsme is een optisch verschijnsel waarbij ten gevolge van dubbelbreking van licht in een gekleurde edelsteen of kristal, het licht gesplitst wordt in twee bundels die in een hoek van 90° ten opzichte van elkaar gepolariseerd zijn. Aangezien de bundels verschillende paden volgen en met verschillende snelheden propageren door de steen, kunnen ze als gevolg hiervan verschillende selectieve absorptie ondergaan, waardoor ze verschillende kleuren hebben als ze de steen verlaten. Dit geeft de steen een andere kleur als hij van verschillende kanten bekeken wordt.
Sommige stenen vertonen twee kleuren of tinten, wat dichroïsme genoemd wordt, andere vertonen er drie en zijn trichroïsch. Edelstenen worden soms speciaal geslepen en gedraaid om pleochroïsme te benadrukken of te verstoppen, afhankelijk van de kleuren en hun schoonheid.
In de mineralogie is pleochroïsme een extreem bruikbaar hulpmiddel om een mineraal te identificeren, omdat verschillende mineralen die anders zeer gelijkend zijn, toch verschillende pleochroïsche kleurschema's kunnen hebben. In zulke gevallen wordt een dunne plak mineraal onderzocht door er onder een microscoop licht door te schijnen.